# Quinto Salvidieno Rufo
Quinto Salvidieno Rufo  (m. 40 a. C.) fue un general romano y uno de los asesores más cercanos de Augusto durante los primeros años de su actividad política. 

## Carrera pública
A pesar de sus orígenes humildes, Salvidieno era uno de los mejores amigos de Augusto, junto con Marco Vipsanio Agripa. Los tres se encontraban juntos en Apolonia de Iliria en el momento en el que se produjo el asesinato de Julio César, en 44 a. C. Durante la guerra civil que siguió a la muerte de César, Salvidieno se convirtió en uno de los generales de más confianza de Augusto.
En 42 a. C. dirigió la flota contra Sexto Pompeyo, que había tomado el control de Sicilia y desde ahí saqueaba las costas italianas. Sin embargo, Salvidieno fue derrotado en la batalla naval que tuvo lugar en Rhegium, principalmente por culpa de la inexperiencia de sus propias tropas. Cuando Augusto volvió de Grecia tras la batalla de Filipos, Salvidieno fue enviado a Hispania con seis legiones, pero tuvo que volver rápidamente a Italia para oponerse a Lucio Antonio y Fulvia (la mujer de Marco Antonio), que se habían sublevado contra Augusto en un conflicto que finalizaría en la batalla de Perugia. Salvidieno capturó y destruyó la ciudad de Sentinum y luego, junto con Agripa, rodeó a las fuerzas de Lucio Antonio en Perugia. Los otros generales de Marco Antonio, que no tenían órdenes claras, permanecieron fuera de la batalla hasta que Lucio fue obligado a rendirse tras varios meses de asedio, en el invierno de 40 a. C. Tras este conflicto Augusto envió a Salvidieno a la Galia como gobernador, junto con un gran ejército de once legiones. También fue designado cónsul para el año 39 a. C. a pesar de no haber alcanzado el rango senatorial, pero no llegó a ejercer porque murió un año antes.
A pesar de todos estos honores, cuando Antonio llegó desde el este con un gran ejército para enfrentarse a Augusto, Salvideno se ofreció a desertar al bando de Antonio con sus legiones. Aparentemente, esta oferta habría llegado a Antonio después de que este hubiera llegado a un acuerdo con Augusto en el conocido pacto de Brundisium, y Antonio puso en conocimiento de Augusto la traición de Salvidieno, que fue acusado de alta traición frente al Senado y condenado a muerte. O bien fue ejecutado o se suicidó, según los relatos de Tito Livio.